# Quatrième bataille de Kaboul
Pour les articles homonymes, voir bataille de Kaboul.
Guerre d'Afghanistan
La bataille de Kaboul a lieu du 6 au 23 mai 1993 pendant la guerre d'Afghanistan.

## Déroulement
Le 7 mars 1993, la conclusion d'un accord de paix a mis fin à une précédente bataille. Gulbuddin Hekmatyar obtient le poste de Premier ministre, mais les négociations échouent sur la question de la désignation du successeur d'Ahmed Chah Massoud au poste de ministre de la Défense.
Le 6 mai, les combats reprennent. Cette fois, la milice de Dostom appuie les troupes de Massoud. Les combats redoublent d'intensité à partir du 12 mai.
Pendant ce temps, de nouvelles négociations sont menées à Jalalabad à partir du 1er mai entre les représentants de neuf factions moudjahidines, dont Burhanuddin Rabbani et Gulbuddin Hekmatyar. Elles aboutissent à un accord le 19 mai, lequel prévoit que le ministère de la Défense soit confié pendant une période intérimaire de deux mois à une commission dirigée par le président, en attendant l'élection de son titulaire par les commandants des vingt-neuf provinces.
Massoud accepte de démissionner le 20 mai et les combats cessent le 23 après avoir fait un millier de morts, principalement parmi les civils.